# Ахюн, Александр
Александр Ахюн (24 июня 1892, Гаджиканд, Елизаветпольская губерния — неизвестно) — российский спортивный гимнаст. Участник летних Олимпийских игр 1912 года.

## Биография
Александр Ахюн родился 24 июня 1892 года в деревне Гаджиканд Елизаветпольской губернии (сейчас в Азербайджане).
В 1912 году вошёл в состав сборной Российской империи на Олимпийских играх в Стокгольме. Выступал в личном многоборье, где занял 39-е место среди 44 участников, набрав 87,75 балла и уступив 47,25 балла победителю — Альберто Бралье из Италии. Ахюн опередил только Эйнара Мёбиуса из Дании и двух российских гимнастов Семёна Куликова и Фёдора Забелина, а также не завершивших турнир финнов Калле Экхольма и Юрьё Вуолио.
В отдельных упражнениях Ахюн показал лучший результат на брусьях — 25,25, на кольцах он набрал 23,25 балла, на перекладине — 20,75, на коне — 18,50.
По воспоминаниям Фёдора Забелина, Ахюн к моменту выступления на Олимпиаде был студентом, а о том, что вошёл в состав сборной России, узнал примерно за полтора месяца до старта.
Ахюн стал первым участником Олимпийских игр, родившимся на территории современного Азербайджана.
О дальнейшей жизни данных нет.